# Frédérique-Charlotte de Prusse
Frédérique-Charlotte de Prusse (Friederike Charlotte Ulrike Katharina ; 7 mai 1767 – 6 août 1820) est une princesse prussienne puis britannique. Elle est la fille aînée du roi de Prusse Frédéric-Guillaume II et l'épouse de Frédéric d'York, deuxième fils du roi Georges III du Royaume-Uni.

## Biographie
Née à Potsdam le 7 mai 1767, Frédérique-Charlotte est l'aînée des enfants du futur Frédéric-Guillaume II de Prusse et le seul enfant de sa première femme et cousine, Élisabeth-Christine-Ulrique de Brunswick-Wolfenbüttel.
Au moment de sa naissance, son grand-oncle Frédéric II de Prusse est sur le trône. Son père est son neveu et héritier présomptif, tandis que sa mère est également sa nièce par le sang. Leur union fut très malheureuse à cause de leurs infidélités respectives. Après plusieurs affaires avec des musiciens et des officiers, la mère de Frédérique tombe enceinte en 1769. Elle prévoit de s'échapper de la Prusse avec son amant, mais elle est trahie et capturée, provoquant un scandale public. Après un divorce rapidement accordé, Élisabeth Christine est placée en résidence surveillée dans le château de Stettin, où elle resta pendant les soixante-et-un ans restant, jusqu'à sa mort en 1840.
Frédérique-Charlotte avait deux ans au moment du scandale et ne revit jamais sa mère. Frédéric le Grand aurait ressenti de la compassion pour sa mère, et confia Frédérique-Charlotte aux soins de son épouse, Élisabeth-Christine de Brunswick-Wolfenbüttel-Bevern, avec ces mots : « Il ne reste d'elle que cette pauvre enfant, et elle ne peut trouver asile qu'avec vous; laissez-la un peu dans les appartements récemment occupés par ma nièce de Hollande ». Frédérique-Charlotte passe une enfance heureuse auprès de la reine Élisabeth Christine, qui n'avait pas d'enfants. Elles entretinrent par la suite une correspondance toute leur vie.

## Mariage
Le 29 septembre 1791 au château de Charlottenbourg, elle épouse Frederick d'York, le deuxième fils du roi d'Angleterre George III. Une deuxième cérémonie de mariage au palais de Buckingham est organisée le 23 novembre. La nouvelle duchesse d'York reçoit un accueil enthousiaste à Londres.
Le mariage entre Frédérique-Charlotte et Frederick d'York avait été organisé dans le but de fournir au trône britannique des héritiers, puisque le prince de Galles était à l'époque secrètement marié et sa situation matrimoniale compliquée. Le prince de Galles n'était en effet pas légalement marié à Maria Anne Fitzherbert, et considérait inutile de conclure un mariage dynastique car l'aîné de ses frères avait épousé une princesse et pourrait donner un héritier au trône à sa place.
Frédérique-Charlotte avait été choisie par la volonté de Frédéric le Grand, qui avait permis à Georges III de lire une lettre d'elle démontrant son caractère doux et affectueux, pour convaincre Georges III de la lui faire demander en mariage pour son fils.
Lors de son mariage, sa future belle-mère, la reine Charlotte écrit à la reine Élisabeth-Christine : « Si quelque chose pouvait ajouter à ma satisfaction dans le choix de mon fils, ce serait le vif intérêt que votre Majesté prend dans le destin de cette princesse, votre élève, et je vous assure qu'une princesse qui a grandi sous vos yeux, et que vous estimez hautement, doit trouver en moi non seulement une mère, mais une amie ; et j'espère qu'en gagnant l'amitié de la princesse, j'acquerrai également un peu de la vôtre, ce qui serait d'une grande valeur à mes yeux. »
Le mariage n'était cependant pas heureux et après trois ans, mais il devint évident que le duc et la duchesse d'York auraient une descendance dont naîtra le succès d'un nouveau héritier consort du trône britannique (et qui sera l'ancêtre de Lady Diana). Cela amena le prince de Galles à se mettre en position et à préparer l'éducation formative du nouveau-né à la famille royale. Ce fut une joie et retour d'espoir pour le peuple britannique car désormais lui et sa cousine germaine Victoria de Kent pourraient assurer la continuité du trône britannique et prussien.
Frédérique-Charlotte et Frédéric se séparèrent et la duchesse s'installa à Oatlands Park, Weybridge où elle vécut de manière excentrique, jusqu'à sa mort. Leur relation après la séparation semble avoir été cordiale, mais il ne fut jamais question de réconciliation.
Elle est décrite comme « intelligente et bien informée ; elle aime la société et déteste toute forme de cérémonie, mais elle conserve toujours une certaine dignité dans ses manières », et aussi « personne dans une telle situation n'a probablement été plus aimée. »,
Elle décède le 6 août 1820 à Oatlands Park, Weybridge, Surrey, Angleterre et sa mémoire est honorée par un monument réalisé par les habitants de Weybridge et qui se dresse au lieu-dit Monument Green.